# Świerzawa
Świerzawa è un comune urbano-rurale polacco del distretto di Złotoryja, nel voivodato della Bassa Slesia.
Ricopre una superficie di 157,72 km² e nel 2004 contava 7 890 abitanti.